# Saint-Yrieix-la-Perche
Saint-Yrieix-la-Perche är en kommun i departementet Haute-Vienne i regionen Nouvelle-Aquitaine i västra Frankrike. Kommunen ligger i kantonen Saint-Yrieix-la-Perche som tillhör arrondissementet Limoges. År 2022 hade Saint-Yrieix-la-Perche 6 873 invånare.

## Befolkningsutveckling
Antalet invånare i kommunen Saint-Yrieix-la-Perche
| Referens: INSEE |